# Lista de canções de Guitar Hero: Metallica

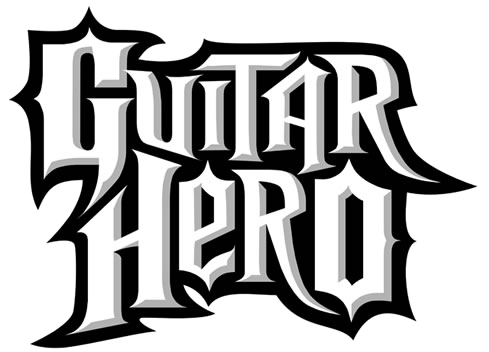
Logotipo da série de jogos musicais Guitar Hero.

Esta é a lista de canções de Guitar Hero: Metallica, título do terceiro spin-off da série de jogos eletrónicos Guitar Hero. O jogo centra-se na banda estadunidense Metallica, sendo o segundo título da série a focar em uma banda específica, o anterior foi intitulado Guitar Hero: Aerosmith. A lista completa do jogo para todas as plataformas contém 49 canções, 28 da banda Metallica e 21 de outras bandas que são "as favoritas e as principais influências do Metallica ao longo dos anos". As versões do jogo para as consolas PlayStation 2 e Wii inclui três faixas do álbum Death Magnetic, as mesmas canções estão disponíveis como conteúdo para download para os usuários de PlayStation 3 e Xbox 360. Posteriormente, o álbum inteiro foi liberado para Wii como conteúdo para download de Guitar Hero 5 em novembro de 2009.
Guitar Hero: Metallica apresenta um modo "full band" semelhante ao Guitar Hero World Tour, que permite que até quatro jogadores jogam em: guitarra, baixo, bateria e vocais. Os jogadores podem jogar sozinho ou com outros, tanto em modo off-line quanto on-line em modos de jogo competitivos e cooperativos. De qualquer modo, os jogadores tentam combinar notas em controladores de instrumento, como indicado pelas notas que rolam na tela, a fim de marcar pontos e evitar que a música termine em fracasso. Para combinar as notas, os jogadores de guitarra e baixo apertam os botões presentes nos braços dos instrumentos enquanto dedilham no controlador, os jogadores de bateria atacam os blocos de percussão correspondentes no controlador do instrumento e os vocalistas tentam corresponder o arremesso com a música. As canções podem ser executadas em um modo de carreira, ambos para "single-player" ou "full band".
A lista de canções foi bem recebida pela crítica, afirmando que esta se lê como "a quintessência melhor tracklist da banda". Matt Helgeson da revista Game Informer classifica a trilha sonora como "o melhor hit de proporção de qualquer jogo de música até à data".

## Canções principais
A lista a seguir aborda as canções de destaque no jogo Guitar Hero: Metallica, incluindo o ano de lançamento de acordo com o jogo, o nome, o intérprete e colocação da canção no modo carreira. Todas as canções são baseadas em gravações de matrizes, em dois casos, especificamente re-gravadas para o jogo. No modo carreira, canções são apresentadas sequencialmente em níveis que representam locais reais e fictícios. Para acessar o tier posterior, os jogadores devem acumular um número de estrelas das canções disponíveis; completando uma canção, os jogadores são premiados com até cinco estrelas baseados em seu desempenho global. Os tiers são organizados em dificuldades, que varia entre as carreiras "single player instrument" e "band career", o tier posterior engloba canções mais difíceis. Trinta e nove das canções são exportáveis em Guitar Hero 5, Band Hero e Guitar Hero: Warriors of Rock por uma pequena taxa.
| Ano  | Canção                          | Intérprete(s)                        | Tier (nível)            | Exportável | Ref.  |
| ---- | ------------------------------- | ------------------------------------ | ----------------------- | ---------- | ----- |
| 2008 | "Ace of Spades"[C]              | Motörhead                            | 5. Damaged Justice Tour | Sim        | [ 7 ] |
| 1994 | "Albatross"                     | Corrosion of Conformity              | 4. Hammersmith Apollo   | Não        | [ 7 ] |
| 2008 | "All Nightmare Long"            | Metallica                            | 5. Damaged Justice Tour | [D]        | [ 7 ] |
| 1982 | "Am I Evil?"                    | Diamond Head                         | 6. The Meadowlands      | Sim        | [ 7 ] |
| 1980 | "Armed and Ready"               | Michael Schenker Group               | 4. Hammersmith Apollo   | Não        | [ 7 ] |
| 1986 | "Battery"                       | Metallica                            | 6. The Meadowlands      | Sim        | [ 7 ] |
| 2007 | "Beautiful Mourning"            | Machine Head                         | 7. Donington Park       | Sim        | [ 7 ] |
| 2008 | "The Black River"               | The Sword                            | 5. Damaged Justice Tour | Sim        | [ 7 ] |
| 2004 | "Blood and Thunder"             | Mastodon                             | 6. The Meadowlands      | Sim        | [ 7 ] |
| 1976 | "The Boys Are Back in Town"     | Thin Lizzy                           | 4. Hammersmith Apollo   | Sim        | [ 7 ] |
| 2008 | "Broken, Beat & Scarred"[A]     | Metallica                            | 9. The Stone Nightclub  | [D]        | [ 7 ] |
| 1984 | "Creeping Death"                | Metallica                            | 6. The Meadowlands      | Sim        | [ 7 ] |
| 2008 | "Cyanide"[A]                    | Metallica                            | 9. The Stone Nightclub  | [D]        | [ 7 ] |
| 1994 | "Demon Cleaner"                 | Kyuss                                | 2. Tushino Air Field    | Sim        | [ 7 ] |
| 1986 | "Disposable Heroes"             | Metallica                            | 7. Donington Park       | Sim        | [ 7 ] |
| 1988 | "Dyers Eve"                     | Metallica                            | 7. Donington Park       | Sim        | [ 7 ] |
| 1991 | "Enter Sandman"                 | Metallica                            | 3. Metallica at Tushino | Sim        | [ 7 ] |
| 2008 | "Evil"[C]                       | Mercyful Fate                        | 7. Donington Park       | Sim        | [ 7 ] |
| 1984 | "Fade to Black"                 | Metallica                            | 4. Hammersmith Apollo   | Sim        | [ 7 ] |
| 1984 | "Fight Fire With Fire"          | Metallica                            | 7. Donington Park       | Sim        | [ 7 ] |
| 1984 | "For Whom the Bell Tolls"       | Metallica                            | 1. The Forum            | Sim        | [ 7 ] |
| 2003 | "Frantic"                       | Metallica                            | 5. Damaged Justice Tour | Sim        | [ 7 ] |
| 1997 | "Fuel"                          | Metallica                            | 5. Damaged Justice Tour | Sim        | [ 7 ] |
| 1978 | "Hell Bent for Leather"         | Judas Priest                         | 5. Damaged Justice Tour | Não        | [ 7 ] |
| 1983 | "Hit the Lights"                | Metallica                            | 5. Damaged Justice Tour | Sim        | [ 7 ] |
| 1996 | "King Nothing"                  | Metallica                            | 6. The Meadowlands      | Sim        | [ 7 ] |
| 1986 | "Master of Puppets"             | Metallica                            | 6. The Meadowlands      | Sim        | [ 7 ] |
| 1997 | "The Memory Remains"            | Metallica                            | 4. Hammersmith Apollo   | Sim        | [ 7 ] |
| 1998 | "Mercyful Fate"                 | Metallica                            | 6. The Meadowlands      | Sim        | [ 7 ] |
| 1998 | "Mommy's Little Monster" (Live) | Social Distortion                    | 5. Damaged Justice Tour | Sim        | [ 7 ] |
| 1986 | "Mother of Mercy"               | Samhain                              | 2. Tushino Air Field    | Sim        | [ 7 ] |
| 2008 | "My Apocalypse"[A]              | Metallica                            | 9. The Stone Nightclub  | [D]        | [ 7 ] |
| 1994 | "No Excuses"[B]                 | Alice in Chains                      | 2. Tushino Air Field    | Não        | [ 7 ] |
| 1999 | "No Leaf Clover"                | Metallica                            | 3. Metallica at Tushino | Sim        | [ 7 ] |
| 1991 | "Nothing Else Matters"          | Metallica                            | 3. Metallica at Tushino | Sim        | [ 7 ] |
| 1988 | "One"                           | Metallica                            | 5. Damaged Justice Tour | Sim        | [ 7 ] |
| 1986 | "Orion"[E]                      | Metallica                            | 4. Hammersmith Apollo   | Sim        | [ 7 ] |
| 1991 | "Sad but True"[B]               | Metallica                            | 3. Metallica at Tushino | Sim        | [ 7 ] |
| 1983 | "Seek & Destroy"[B]             | Metallica                            | 6. The Meadowlands      | Sim        | [ 7 ] |
| 1988 | "The Shortest Straw"            | Metallica                            | 7. Donington Park       | Sim        | [ 7 ] |
| 1999 | "Stacked Actors"                | Foo Fighters                         | 4. Hammersmith Apollo   | Não        | [ 7 ] |
| 1974 | "Stone Cold Crazy"[B]           | Queen                                | 6. The Meadowlands      | Não        | [ 7 ] |
| 1986 | "The Thing That Should Not Be"  | Metallica                            | 8. The Ice Cave         | Sim        | [ 7 ] |
| 2001 | "Toxicity"                      | System of a Down                     | 4. Hammersmith Apollo   | Não        | [ 7 ] |
| 1973 | "Tuesday's Gone"                | Lynyrd Skynyrd                       | 2. Tushino Air Field    | Sim        | [ 7 ] |
| 1976 | "Turn the Page" (Live)          | Bob Seger and the Silver Bullet Band | 2. Tushino Air Field    | Sim        | [ 7 ] |
| 1991 | "The Unforgiven"                | Metallica                            | 1. The Forum            | Sim        | [ 7 ] |
| 1990 | "War Ensemble"                  | Slayer                               | 7. Donington Park       | Não        | [ 7 ] |
| 1990 | "War Inside My Head"            | Suicidal Tendencies                  | 5. Damaged Justice Tour | Não        | [ 7 ] |
| 1986 | "Welcome Home (Sanitarium)"     | Metallica                            | 4. Hammersmith Apollo   | Sim        | [ 7 ] |
| 1991 | "Wherever I May Roam"           | Metallica                            | 4. Hammersmith Apollo   | Sim        | [ 7 ] |
| 1983 | "Whiplash"                      | Metallica                            | 7. Donington Park       | Sim        | [ 7 ] |

A Essas canções são exclusivas para as consolas PlayStation 2 e Wii. Disponíveis como conteúdo para download no Xbox 360 e PlayStation 3.
B Essas canções estão incluídas na versão demo do jogo para Xbox 360.
C Essas canções foram regravadas pelo artista original para o uso no jogo.
D  Não está disponível como parte do pacote de exportação do Guitar Hero: Metallica, mas está disponível como conteúdo para download para a série Guitar Hero (compatível com Guitar Hero III, Guitar Hero World Tour, Guitar Hero 5, Band Hero e Guitar Hero: Warriors of Rock)
E  Canção que não contêm seção vocal

## Conteúdo para download
Embora nenhum novo conteúdo para download ter sido liberado para o jogo, os jogadores de PlayStation 3 ou Xbox 360 que compraram faixas reproduzíveis do álbum Death Magnetic do Metallica para o Guitar Hero World Tour e Guitar Hero III: Legends of Rock através da PlayStation Store ou Xbox Live Marketplace teve essas faixas incorporadas em Guitar Hero: Metallica, com a exclusão de "All nightmare Long", que pode ser executada depois de completar 5 dos 9 tiers. Essas faixas tornam-se disponíveis no modo carreira depois de completar o oitavo tier, "The Ice Cave." As músicas são tocadas em "The Stone Nightclub". O jogo suporta nova criação da música e partilha através do "GHTunes", serviço de música (somente para PlayStation 3, Wii e Xbox 360) comum entre Guitar Hero World Tour e Guitar Hero: Metallica.